# 奧耳波特計量表
奧耳波特計量表，亦稱作「奧耳波特偏見計量表」，是一種用來量度社會上偏見的程度的記量方式，由美国心理學家高尔顿·奥尔波特的著作《偏見的本質》中衍生而來 。

## 內容
奧耳波特計量表有五個等級，分別是：
- 第一級：仇恨言論（Antilocution）。這個等級出現於不少社會中，主要情況是主流群體的人可以隨意取笑其他的少數群體。而言論中則有不少負面性的慣性思維及刻板印象[3]，被稱為仇恨言論。普遍認為這對社會無害，卻是釀成其他嚴重偏見的主因。

- 第二級：迴避（Avoidance）。主流群體往往刻意迴避少數群體[2] 。這雖然沒有造成直接的傷害，但是，由於少數群體感到孤立而處於受害的狀態比較常見，尤見於小型社會（如學校）中，這也是法律限度內的最小分群方式。

- 第三級：歧視（Discrimination）。主流群體通過否認少數群體擁有的機會和理應得到的服務而在實際行動中造成了不公平[2]。動作行為者有意地傷害少數群體，如阻止他們實現目標、得到教育或工作等等。主流群體主動地傷害少數群體，一般是會被認為非法的行為，不過如果少數群體是移民籍身分，有可能還是申訴無果。

- 第四級：暴力的人身攻擊（Physical Attack）。主流群體刻意塗鴉、燃燒或破壞少數群體的財產，並可能使用暴力攻擊個人或群體[2]。 人身傷害發生在少數群體的成員身上。例子有對黑人施行私刑、發生在歐洲的猶太人大屠殺、俄国通过反性少数法律后对性少数群体的街头暴力明显上升、美国革命时期效忠派同时遭到英国军方和美国革命党的双重怀疑。

- 第五級：種族滅絕（Extermination）。主流群體尋求滅絕或移除少數群體[2]。他們試圖根除全部的或大部分這類的人（如一戰時期的亚美尼亚种族灭绝和希臘種族滅絕，二戰時期納粹德國的最終解決方案，红色高棉大屠杀，盧旺達大屠殺等）。

此計量表不應同奧耳波特和羅斯宗教取向計量表（1967年發表，用來計算個人對宗教信仰的熱忱程度）混同。

### 引用
1. ↑  Allport,Gordon. . Addison-Wesley. 1954. ISBN 0-201-00179-9.
2. 1 2 3 4 5  Watson, Peter. . Transaction Publishers. 2007: 45–46  [2011-05-21]. ISBN 0-202-30929-0. （原始内容存档于2014-01-22）.
3. ↑  Mullen,, B.; Leader, T. . Dovidio, J.F., ed.  (编). . Wiley/Blackwell. 2005: 192–208.  [2011-05-21]. ISBN 978-1-4051-2751-6. （原始内容存档于2019-11-30）.